# Marusja Bohuslavka
Marusja Boguslavka (in ucraino Маруся Богуславка?) è un'eroina ucraina leggendaria che sarebbe vissuta nel XVI o nel XVII secolo.
Similmente a Roxelana, Marusja è stata rapita dai turchi e consegnata all'harem di un Khan turco. Un famoso poema epico cosacco, di quel periodo, racconta che Marusja guadagnò tale fiducia del proprio marito che le furono affidate persino le chiavi del castello e delle prigioni. La donna sfruttò questa opportunità per liberare un gruppo di cosacchi ucraini, che si trovarono imprigionati per 30 anni. Stranamente, lei non scappò con loro ma rimase con il proprio harem, visto che era stato l'unico modo di vita al quale era stata abituata.